# Rifkin's Festival
Rifkin's Festival és una pel·lícula estatunidenca, italiana i espanyola de comèdia de 2020, escrita i dirigida per Woody Allen. Hi actuen Elena Anaya, Louis Garrel, Gina Gershon, Sergi López, Wallace Shawn i Christoph Waltz.
La pel·lícula es va presentar el 18 de setembre de 2020 al Festival Internacional de Cinema de Sant Sebastià. Tripictures va estrenar el film a Espanya el 25 de setembre de 2020. Ha estat doblada al català.

## Argument
El 4 de setembre de 2019 va aparèixer un petit sumari de l'argument al diari britànic The Guardian: «La pel·lícula, Rifkin's Festival, tracta d'una parella que s'enamora mentre estan a Sant Sebastià pel Festival de Cinema, fent servir l'esdeveniment anual com a teló de fons d'una comèdia romàntica».

## Repartiment
| - Gina Gershon - Wallace Shawn - Christoph Waltz - Elena Anaya - Louis Garrel - Sergi López - Damian Chapa - Bobby Slayton com a Ogden - Douglas McGrath - Ken Appledorn - Richard Kind | - Nicolás Montoya - Rick Zingale - Manu Fullola - Elena Sanz - Yan Tual - Luz Cipriota - Natalia Dicenta - Karina Kolokolchykova - Iñigo Etxebeste - John Sehil - Georgina Amorós |

## Producció
El febrer de 2019, Amazon Studios va cancel·lar el contracte que tenia amb Allen per produir i finançar-ne pel·lícules, després del ressorgiment de les al·legacions d'abús sexual de 1992. Aquell mateix es va anunciar que Allen en seria guionista i director, amb Jaume Roures com a productor sota Mediapro. El juny de 2019, Gina Gershon, Christoph Waltz, Elena Anaya, Louis Garrel, Sergi López i Wallace Shawn es van unir al repartiment de la pel·lícula. El juliol de 2020, es va anunciar que Richard Kind hi apareixeria.

### Rodatge
El rodatge va començar el 10 de juliol de 2019 a Sant Sebastià (País Basc) i es va acabar el 16 d'agost, una setmana abans del previst.

## Estrena
L'abril de 2020, Tripictures en va adquirir els drets de distribució a Espanya. La pel·lícula s'estrenarà mundialment al Festival Internacional de Cinema de Sant Sebastià el 18 de setembre de 2020. Està previst que s'estreni a Espanya el 25 de setembre de 2020.